# Luca Moroni
Luca Moroni (Desio, 1º luglio 2000) è uno scacchista e youtuber italiano, grande maestro, campione italiano nel 2017, 2022 e 2023.

## Biografia
Originario di Bovisio Masciago, ha iniziato a giocare a scacchi all’età di 6 anni e si è formato al circolo di Ceriano Laghetto seguito nei primi tempi da Raffaele Milan e fino al 2011 dai fratelli Mattia e Daniele Lapiccirella. Da maggio 2011 a dicembre 2016 ha avuto come istruttore e Maestro Giulio Borgo. Giocatore di crescita rapida, a 13 anni era maestro nazionale e Maestro Internazionale a 16. 

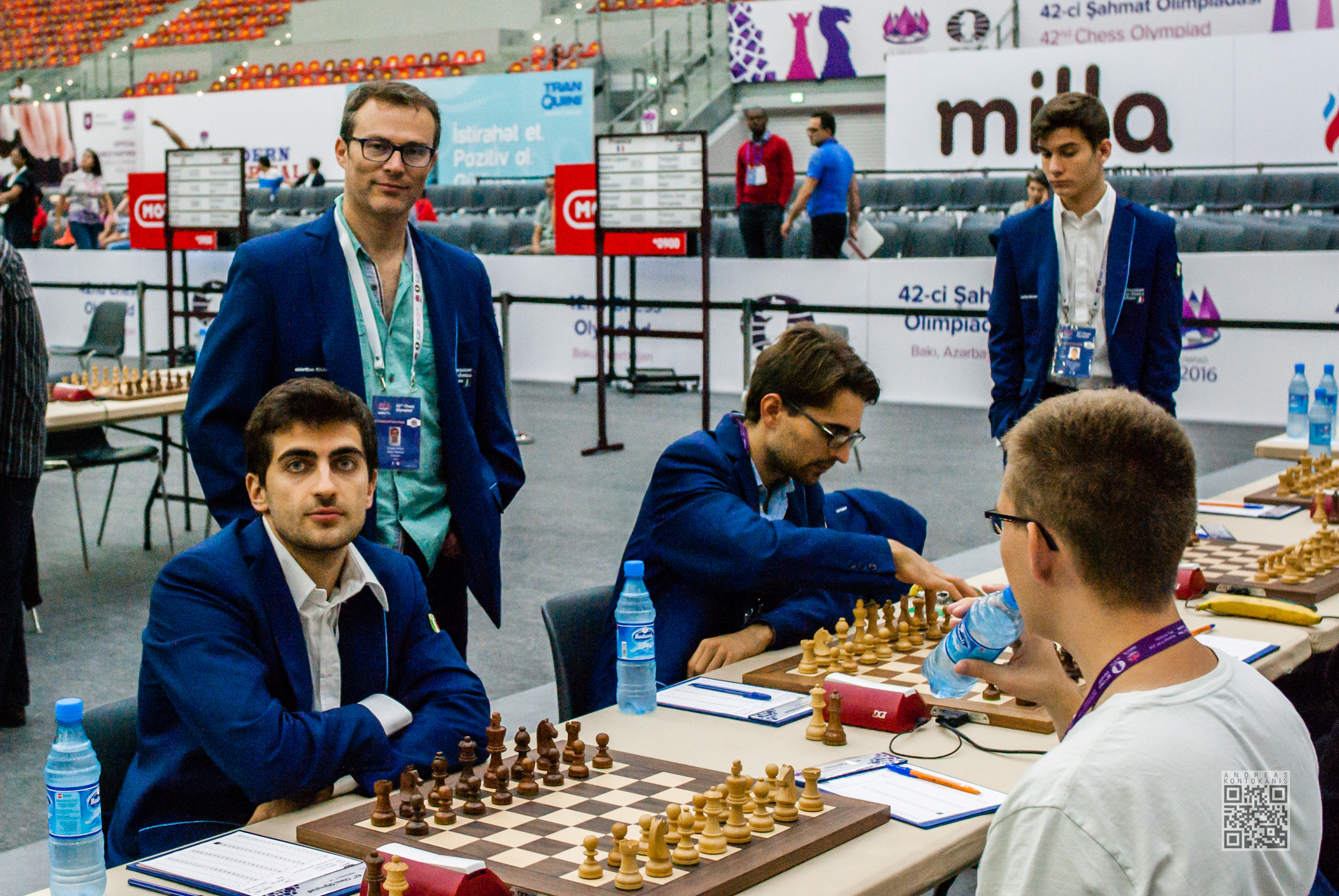
Moroni (in piedi in secondo piano) durante le Olimpiadi 2016 assieme a (da sinistra a destra) Danyyil Dvirnyy, Artur Kogan e Axel Rombaldoni

Nel 2015 è arrivato secondo nel campionato del mondo Under 16, diventando così vice-campione del mondo giovanile. Nel 2016 è stato seguito anche dai Grandi Maestri Sergej Tivjakov e Kiril Georgiev.
Ha poi ottenuto il titolo di Grande Maestro, il massimo nel mondo scacchistico, grazie alle norme nelle finali di Milano del Campionato Italiano 2015 e alle Olimpiadi scacchistiche di Baku 2016, per poi ottenere il titolo al superamento della soglia di 2500 punti Elo, avvenuto nell'agosto 2017 al XIX Open Internacional de Sants di Barcellona.
È citato talora come Luca Moroni Jr. per via dell'omonimia con un altro giocatore italiano di scacchi nato nel 1962.
Ha fatto notizia la Simultanea giocata a Milano il 13 dicembre 2015, disputata in 120 partite, record italiano che ha superato il precedente primato di Sergio Mariotti. La manifestazione è durata 6 ore e 20 minuti, durante le quali Luca ha sfidato 120 giovani avversari: il bilancio è stato di 106 vittorie, 6 sconfitte e 5 pareggi.
Nel dicembre del 2017 ha vinto il titolo di Campione italiano assoluto, diventando il secondo più giovane della storia, dopo l'italo-americano Fabiano Caruana, quindi il più giovane nato in Italia ad aver vinto il titolo, che vincerà anche nel 2022 e 2023 .
Ha partecipato con l'Italia a quattro olimpiadi degli scacchi: dal 2016 al 2024 ha vinto 16 partite, pareggiate 14 e perse 7.

Ha ottenuto il proprio record nella lista FIDE di gennaio 2024 con un punteggio Elo di 2601 punti, che lo ha inserito al secondo posto tra gli italiani dietro Daniele Vocaturo.
A gennaio 2024 è il giocatore numero 2 in Italia con 2601 punti, lo precede solo Daniele Vocaturo, precede il 3° Francesco Sonis .

## Carriera
2012
- In marzo vince il torneo Open d'Inverno a Ceriano Laghetto.[12]

2013
- In febbraio a Barlassina vince il Campionato Provinciale di Monza e Brianza con 4.5 punti su 5.
- In maggio a Saronno vince il Campionato Regionale della Lombardia con 4.5 punti su 5.

2014

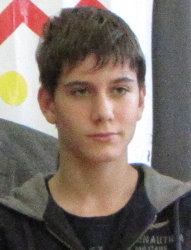
Luca Moroni a Lugano nel 2014

- In febbraio a Mariano Comense vince il Campionato Provinciale di Como con 6 punti su 6.
- In aprile vince il torneo open di Lugano con 5 punti su 6.[13]
- In luglio a Tarvisio ottiene il titolo di Campione Italiano Under14.[14]
- In dicembre vince i Campionati Italiani Online Bullet (1 min.) sul Sito FSI arena.[15]

2015
- In luglio a Porto San Giorgio vince la Semifinale del 75º Campionato Italiano Assoluto con 7 punti su 9.[16]
- In novembre a Porto Carras ottiene il secondo posto nel campionato del mondo Under 16.[17]

2016
- In settembre partecipa con l'Italia alle Olimpiadi di Baku ottenendo 5 vittorie, 4 patte e 1 sconfitta.[18]

2017
- In marzo vince il 26º Trofeo weekend Ceriano Laghetto con 4,5 punti su 5.[19]
- In aprile ad Acqui Terme vince il Campionato italiano Semilampo (15') ottenendo pure la medaglia di bronzo nella categoria lampo (3'+2 sec.).[20]
- In ottobre/novembre partecipa a Creta con la nazionale italiana al Campionato Europeo 2017 a squadre per nazioni terminando imbattuto con 3 vittorie e 5 patte.[21]
- In dicembre a Cosenza vince il suo primo Campionato italiano di scacchi con 7 punti su 11, superando di mezzo punto Alessio Valsecchi e Andrea Stella.[22]
- A fine anno a Zurigo arriva 1º-4º, superato solo per spareggio tecnico, nell'open natalizio.[23]

2018
- Ad aprile vince a Chianciano Terme il Campionato Italiano lampo con 9,5 su 11.[24]
- In giugno a Isola di Capo Rizzuto vince con l'Italia la Mitropa Cup.[25]
- In luglio vince l'Open di Bergamo, con 5 punti su 6, superando alla Partita Armageddon Ivan Ivanišević.[26]
- In ottobre partecipa a Porto Carras al Campionato del mondo giovanile U18 nel quale ottiene 8 punti su 11 (+7 =2 -2)[27] giungendo 4º per spareggio tecnico Buchholz.[28]
- In dicembre a Skopje si è classificato 1º/4º al Campionato europeo Rapid con 10,5 punti su 13, superato solo per spareggio tecnico da Valerij Popov, Andrej Esipenko e Vahap Sanal.[29]

2019
- In luglio vince ancora l'Open di Bergamo, con 5 punti su 6, superando Sabino Brunello nella Partita Armageddon di spareggio .[30]

2020
- In settembre vince con 5 su 5 il Mendrisio Chess Open.[31]
- In ottobre con 8 su 9 giunge 2º per spareggio Buchholz dietro al GM Sebastian Siebrecht nel Festival Scacchistico Internazionale Città di Arco.[32]

2021
- In maggio vince la Mitropa Cup con la nazionale italiana, giocando in prima scacchiera e totalizzando 5,5 punti su 9.[33]
- In giugno con 7 su 9 giunge 2º nel 12th Dolomiti International Chess Festival di Forni di Sopra, superato per spareggio tecnico dal grande maestro ucraino Vitaliy Bernadskiy.[34]
- Fra ottobre e novembre partecipa al Trofeo Karpov di Cap d'Adge, torneo rapid dedicato al già campione del mondo Anatolij Karpov. Nel girone iniziale si classifica primo con 10 punti su 14, affronta in una semifinale di due match Gata Kamsky, passando il turno, viene sconfitto in finale dal già campione del mondo FIDE Veselin Topalov.[35]

2022
- In marzo prende parte al 1° Grandiscacchi Cattolica International: chiude nel gruppo di testa a 6,5 su 9, la vittoria va per spareggio tecnico a S. L. Narayanan.[36]
- In settembre vince il XXIV festival internazionale "Città di Trieste" con il punteggio di 7 su 9.[37]
- In novembre a Cagliari vince per la seconda volta il campionato italiano con il punteggio di 8,5 su 11.[38]

2023
- In luglio vince imbattuto il torneo Grand Prix di Brasov con il punteggio di 8 su 9.[39] In dicembre vince il campionato italiano per la seconda volta consecutiva, terza in assoluto.[40]